# Heterochaenia borbonica
Heterochaenia borbonica är en klockväxtart som beskrevs av Badré och Thérésien Cadet. Heterochaenia borbonica ingår i släktet Heterochaenia och familjen klockväxter.
Artens utbredningsområde är Réunion. Inga underarter finns listade i Catalogue of Life.